# Conteúdo para download
Conteúdo para download, conteúdo baixável (português brasileiro) ou conteúdo descarregável (português europeu) (do inglês "downloadable content", de sigla DLC), é um conteúdo adicional para jogos eletrônicos adquirido através da Internet (um tipo de pacote de expansão online), geralmente comprados pelo usuário em uma plataforma de distribuição digital, como o Steam ou Origin.
Conforme a EEDAR, o DLC é um ramo bilionário da área dos jogos, utilizada por uma fatia considerável do mercado. São comercializados de diversas maneiras (microtransações, moedas virtuais, etc) e estão presentes em várias plataformas.

## História
Pode-se dizer que o precursor do DLC são os pacotes de expansão ou add-ons, que traziam conteúdo novo para o jogo e eram vendidos separadamente do original, em mídia física como CDs, em lojas físicas. A principal diferença entre um DLC e um pacote de expansão é, portanto, a forma de distribuição: um DLC é, como o nome implica, distribuído digitalmente, enquanto um pacote de expansão pode ser distribuído por mídia física.
Além disso, pacotes de expansão por via de regra trazem adições significativas no enredo ou mesmo jogabilidade do jogo, enquanto DLCs em geral são compostos por adições pontuais que não mudam significativamente o jogo original. Porém, em alguns casos, DLCs assemelham-se bastante a pacotes de expansão, trazendo novos enredos e acrescentando várias horas adicionais ao enredo do jogo.
Um dos jogos pioneiros no uso de DLCs no PC foi Total Annihilation, lançado em 1997. A produtora Cavedog disponibilizava mensalmente novas unidades para serem baixadas gratuitamente em seu site. Dos consoles, o Xbox foi o primeiro a popularizar a distribuição digital de conteúdo adicional. Apesar do Dreamcast ser o pioneiro nessa modalidade, na época de sua comercialização, internet de banda larga ainda não era popular, dificultando a popularização da distribuição de conteúdo adicional para o console.

## Críticas
DLCs tornaram-se uma indústria bilionária: em 2011, DLCs movimentaram US$ 875 milhões apenas na América do Norte, com movimentação estimada de US$ 1 bilhão em 2012, crescendo mais de 33% nesse ano. Visando este novo mercado em ascensão, muitas produtoras de jogos acabam por frustrar seus clientes ao cometer, na visão destes, abusos no uso de DLC. Produtoras são frequentemente acusadas de intencionalmente remover partes essenciais ou muito importantes dos jogos, já concluídas no dia do lançamento, para oferecê-las a um preço adicional como DLC. Outra crítica comum refere-se à inutilidade ou irrelevância dos DLCs, que muitas vezes acrescentam pouco ou nada à experiência geral do jogo. Por exemplo: no jogo Train Simulator 2012 - que, como o nome indica, é um simulador de trens - os próprios trens são ofertados como DLCs, cujo valor somado ultrapassa os US$ 1 000,00.
Questiona-se também o efeito negativo que a popularização dos DLCs tem sobre a indústria dos jogos: ao eventualmente tornarem-se um mercado maior que o de jogos usados, teme-se que haja um cerceamento progressivo destes em favor dos DLCs.